# Archive
Archive és una pel·lícula de ciència-ficció britànica del 2020 escrita i dirigida per Gavin Rothery, en el seu debut com a director. És protagonitzada per Theo James, Stacy Martin, Rhona Mitra, Peter Ferdinando, Timea Maday Kinga i Toby Jones. Ambientada l'any 2038, la pel·lícula segueix un científic que intenta avançar la intel·ligència artificial un pas més que els éssers humans, tot alhora que recupera la seva dona d'entre els morts.
La pel·lícula s'havia d'estrenar originalment a South by Southwest el març de 2020, però es va cancel·lar a causa de la pandèmia de COVID-19. En canvi, va rebre un llançament digital amb projeccions limitades als cinemes dels Estats Units el 10 de juliol de 2020.

## Argument
Ambientats a dècades en el futur, Jules i George Almore tenen un accident de cotxe en el qual Jules mor. La seva consciència s'emmagatzema en un dispositiu creat per l'empresa Archive, que permet a George tenir converses simulades amb ella al telèfon durant un màxim de 200 hores. A la seva feina, George comença en secret a desenvolupar un robot que serà capaç de mantenir la seva consciència permanentment. Després d'aprendre dels dos intents inicials (J1 i J2), la seva versió final (J3) està gairebé completa.
J2 (que té el cervell d'un jove de 16 anys) es posa gelós del treball de George amb J3, i comença a comportar-se cada cop més de manera imprevisible.
Archive envia un equip al lloc de treball de George per inspeccionar la màquina amb la consciència de la seva dona. S'adonen que l'ha manipulat i construït robots, i sospiten que els està robant la propietat intel·lectual. George acabr el robot J3.
J2, davant de la consciència que mai serà ni més ni millor del que ja és, es destrueix caminant cap a un llac. Archive recupera el robot i amenaça amb demandar l'empresa de George. Quan s'assabenta que George ha estat construint robots, el seu cap l'acomiada. Fa la trucada final a la seva dona a la màquina d'Archive i acaba la trucada dient "fins aviat". J3 escolta això i s'adona que té la intenció de sobreescriure la seva consciència per la de la seva dona. Encara que inicialment està enfadat i té por, accepta el seu destí. La càrrega s'ha completat mentre seguretat assalta el laboratori de George.
En aquest punt, qualsevol senyal de l'equip de seguretat s'evapora de cop i tot està en calma. Archive comença a sonar amb una trucada entrant d'en Jules. J3 li implora que no respongui, però George ho fa i parla amb Jules, sent també la veu d'un nen a la línia que es revela que és la de la seva filla. George va ser qui va morir en l'accident, mentre que Jules va sobreviure i ara està criant la seva filla al món real, i el calvari que va passar va ser una simulació dins del seu propi Archive, que finalment ha caducat.
Amb el seu arxiu caducat, ha estat preparat per a l'enterrament al seu funeral oficial. Jules i la seva filla s'acomiaden definitivament i se'n van.

## Repartiment
- Theo James com a George Almore
- Stacy Martin com a Jules Almore/J3, la dona de George
  - Martin també proporciona la veu per al robot J2
- Rhona Mitra com a Simone, vicepresidenta de desenvolupament intern d'Artisan Robotics
- Peter Ferdinando com el Sr. Tagg
- Richard Glover com a Melvin, un soci de Vincent Sinclair
- Hans Peterson com Elson
- Lia Williams com el sistema de veu de la casa de George
- Toby Jones com a Vincent Sinclair, un executiu de l'empresa Archive

## Producció
El 14 de maig de 2017, es va anunciar que l'artista conceptual i gràfic Gavin Rothery, que havia treballat amb Duncan Jones en el seu primer llargmetratge, Moon, escriuria i dirigiria Archive amb Theo James com a protagonista. El 31 d'octubre de 2018, Philip Herd i Cora Helfrey d'Independent es van unir com a productors del projecte, amb Stacy Martin com a coprotagonist amb Theo James. James també va incorporar el seu segell de producció, Untapped, i la produiria al costat d'Andrew D. Corkin. Vertical Entertainment va adquirir més tard els drets de distribució als EUA, amb els drets internacionals actualment a la venda.
La fotografia principal va començar a Hongria a finals d'octubre de 2018 i va acabar el febrer de 2019. Laurie Rose va exercir com a directora de fotografia. El maquillatge digital i el clean up anticipat els va fer l'empresa britànica Koala FX.

## Llançament
La pel·lícula es va estrenar el 10 de juliol de 2020 a les plataformes de transmissió digital per Vertical Entertainment després de ser retirada de South by Southwest el març de 2020, que es va cancel·lar a causa de la pandèmia de COVID-19.

## Resposta crítica
Al lloc web de l'agregador de ressenyes Rotten Tomatoes, Archive té una puntuació d'aprovació del 78% basada en 37 ressenyes, amb una puntuació mitjana de 7.2/10. El consens crític del lloc diu: "Archive executa el seu programa bastant bàsic de manera eficient, oferint als aficionats a la ciència-ficció una meditació atractiva sobre l'amor i la naturalesa humana."
A Metacritic, la pel·lícula té una puntuació mitjana ponderada de 67 sobre 100, basada en sis ressenyes, que indica "crítiques generalment favorables".

## Reconeixements
| Premi                           | Data de cerimònia       | Categoria                       | Receptor(s)   | Resultat  | Ref.   |
| ------------------------------- | ----------------------- | ------------------------------- | ------------- | --------- | ------ |
| B3 Biennial of the Moving Image | 15-24 d'octubre de 2020 | BEN Award for Best Feature Film | Gavin Rothery | Guanyador | [ 10 ] |